# Cromemco Sistema Tres

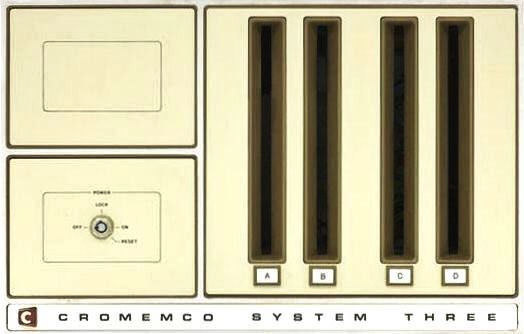
El Sistema Tres de Cromemco era un microcomputador que podría aprovechar cuatro discos flexibles de 8 pulgadas

El Sistema Tres de Cromemco era un microcomputador basado en el bus S-100 e introducido por Cromemco en 1978. Fue el tercer computador lanzado por Cromemco después del Cromemco Z-1 y el Cromemco Z-2. El Sistema Tres fue diseñado para aplicaciones de negocios.

## Historia

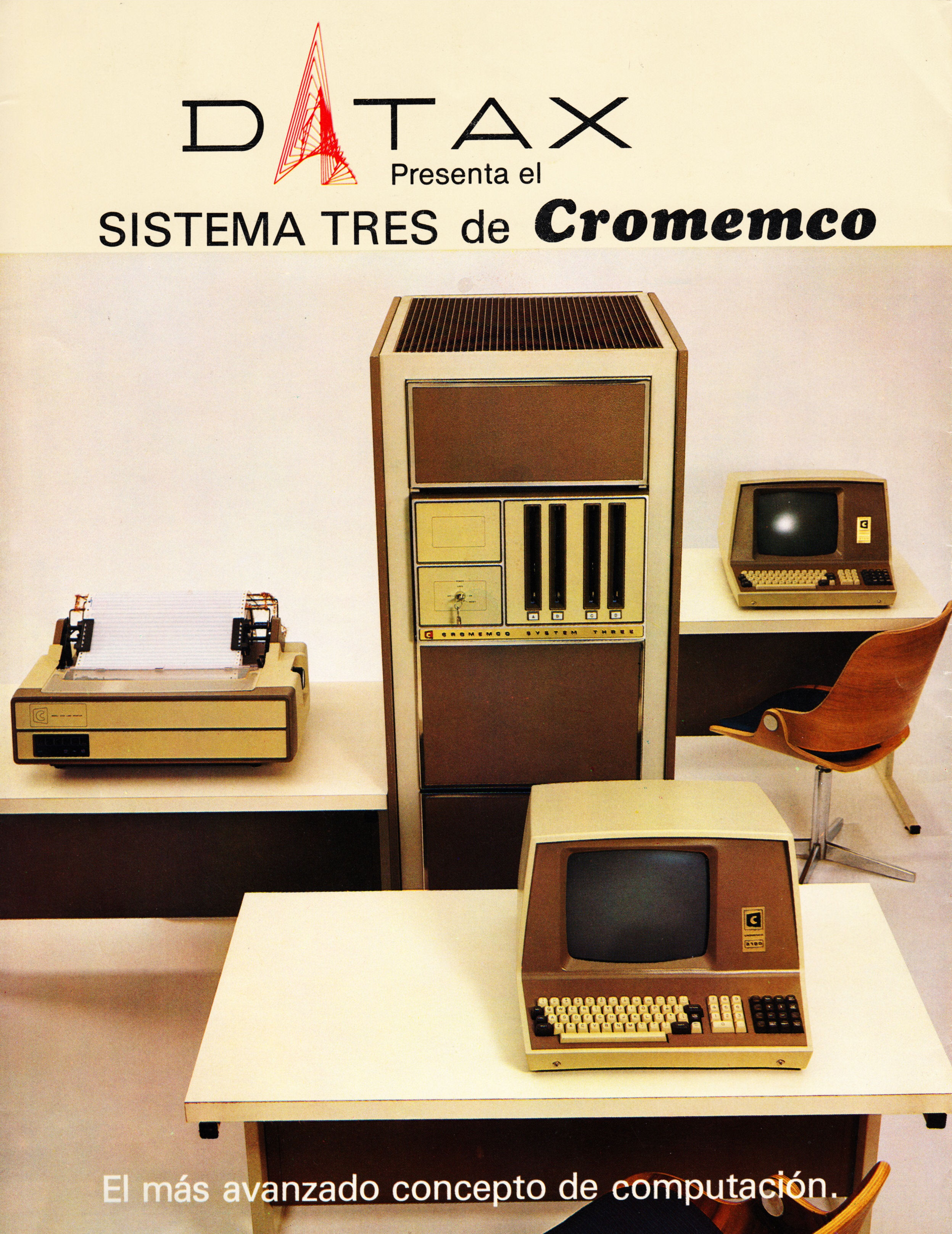
Sistema Tres de Cromemco montado en un bastidor - publicidad de Datax de México (1980)

Los primeros microcomputadores, como el Altair 8800 y el Cromemco Z-1, se utilizaron para el desarrollo de software con el fin de producir programas de aplicación. El Sistema Tres de Cromemco fue diseñado para utilizar estos programas de aplicación como un computador de negocios. El chasis del computador Sistema Tres fue diseñado por Marvin Kausch, un ingeniero de Cromemco, para ser más estético que el chasis del computador Cromemco Z-2 y más apropiado para el entorno de la oficina.

## Especificaciones y evolución

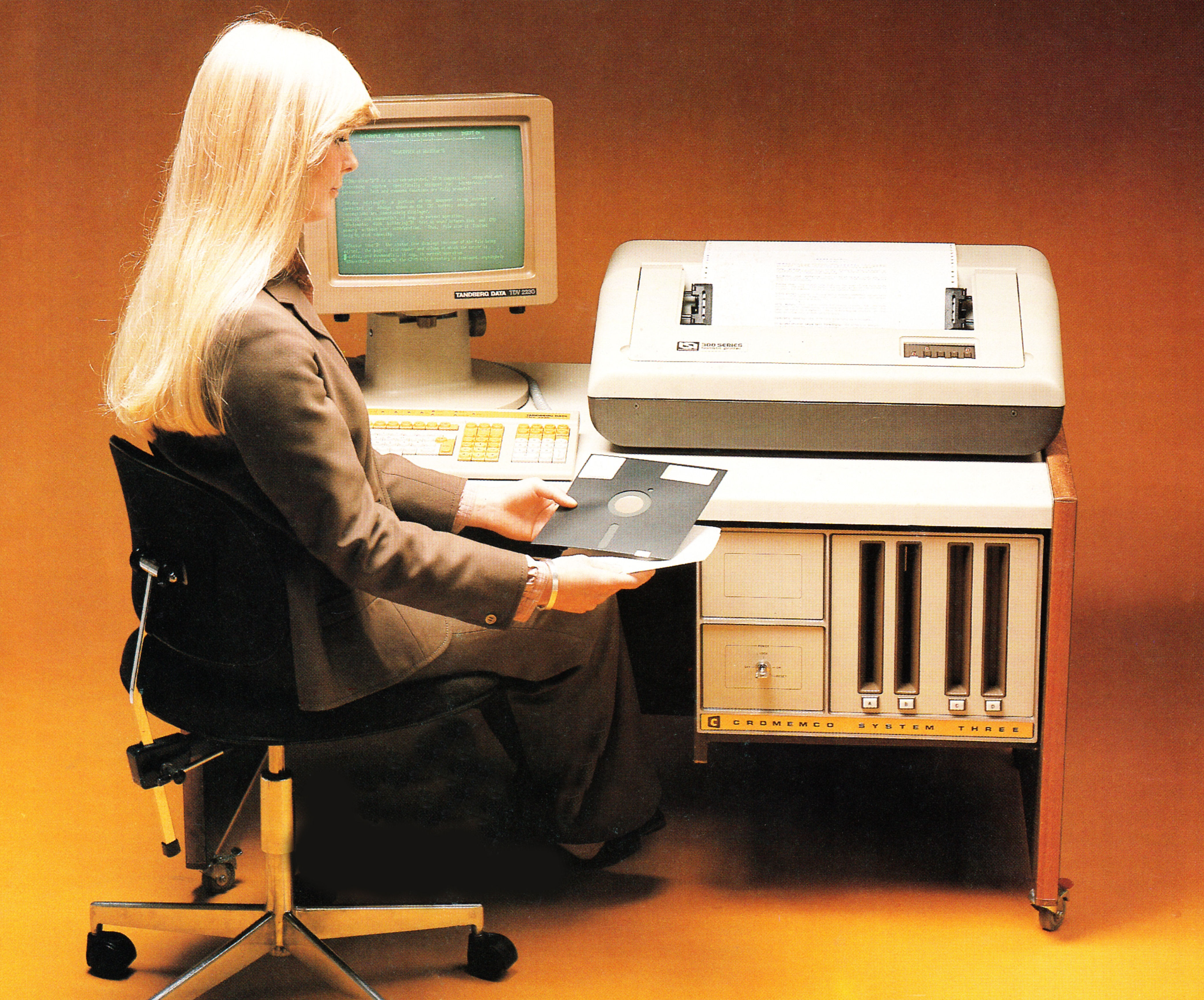
El Sistema Tres montado en un escritorio

El Sistema Tres (modelo CS-3) fue diseñado para ser montado en un escritorio o en un bastidor de 19 pulgadas. Tenía una placa madre de bus S-100 de 21 ranuras. Tenía la capacidad para utilizar cuatro discos flexibles cada uno con un almacenamiento de 256 KB.  La unidad central de procesamiento era el Cromemco ZPU que usó el microprocesador Zilog Z80. El Sistema Tres tenía 32 KB de memoria RAM (expandible hasta 256 KB) y fue el primer microcomputador multiusuario. El sistema pudo servir de un usuario hasta seis usuarios.
En 1982 Cromemco lanzó nuevos modelos del Sistema Tres. El CS-3A tenía discos flexibles que tenía una capacidad de 1.2 MB cada uno. El CS-3D utilizó la unidad central de procesamiento DPU de Cromemco. La DPU utilizó ambos el microprocesador Zilog Z80 y también el Motorola 68000. El modelo CS-3HD tenía además un disco duro de 5 MB (aumentado hasta 20 MB en 1983.)

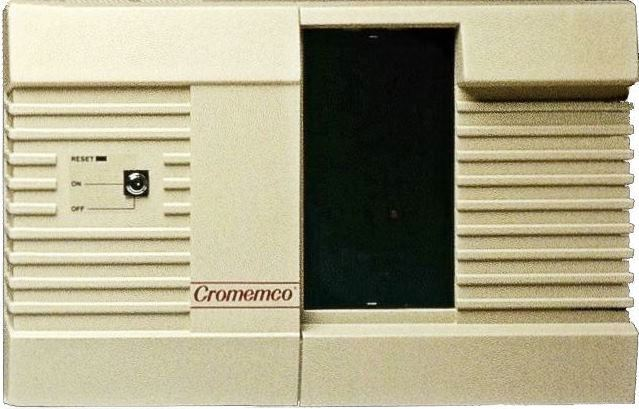
El CS-300 fue lanzado en 1984 para reemplazar el Sistema Tres

En 1984 Cromemco introdujo el modelo CS-300 con un disco duro de 50 MB y la unidad central de procesamiento XPU de Cromemco que usó el microprocesador 68010 de Motorola. Dos años más tarde Cromemco lanzó el modelo CS-320 con la unidad central de procesamiento XXU que utilizó el microprocesador 68020 de Motorola.
| Placa de procesamiento | Año de introducción | Microprocesador     | Señal de reloj |
| ---------------------- | ------------------- | ------------------- | -------------- |
| ZPU                    | 1976                | Z80A                | 2 MHz/4 MHz    |
| DPU                    | 1982                | Z80A/MC68000        | 4 MHz/8 MHz    |
| XPU                    | 1984                | Z80B/MC68010        | 5 Mz/10 MHz    |
| XXU                    | 1986                | MC68020 con MC68881 | 16.7 MHz       |

## Instalaciones destacadas

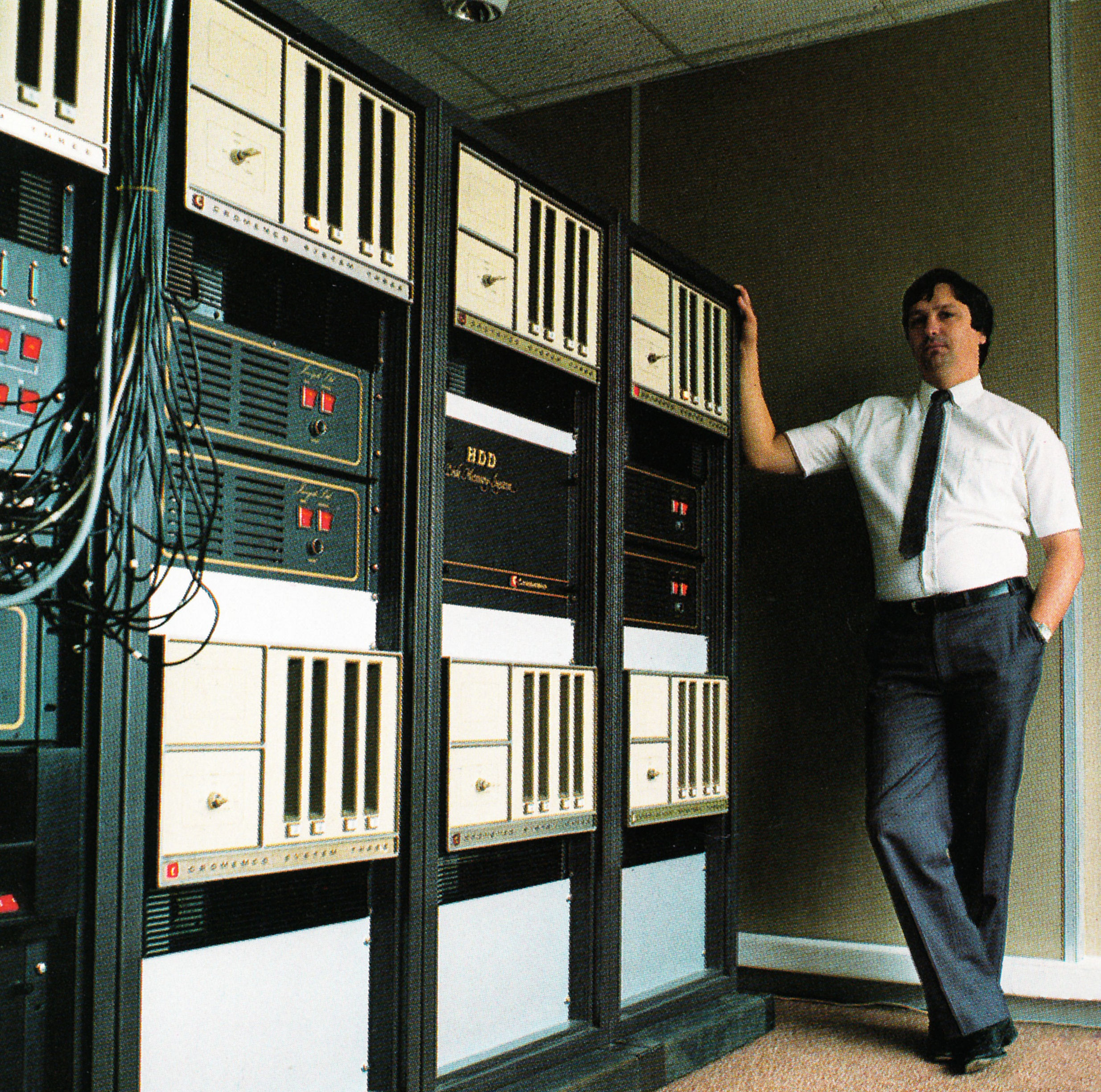
Bancos de computadores Sistema Tres que se utilizan para registrar y procesar las apuestas en los hipódromos de Inglaterra (Ladbroke Racing Ltd.)

El Sistema Tres de Cromemco fue utilizado en aplicaciones a través el mundo en los negocios, las universidades, y en la industria incluso para registrar y procesar las apuestas en los hipódromos de Inglaterra.
En México, el Sistema Tres fue utilizado como la estación central para la adquisición de datos meteorológicos a través el país.
En Quito, Ecuador la compañía Compusystems utilizó el Sistema Tres para proporcionar servicios de procesamiento de datos para negocios en su país, incluyendo compañías como Ruben Herrmann y Offsetec. Según Marcelo Izurieta, gerente general de Compusystems, en los años ochenta Cromemco era una de las marcas de computadoras de negocios más reconocida en Ecuador.
En Silicon Valley la compañía Advanced Information & Decision Systems utilizó el Sistema Tres para desarrollar programas de inteligencia artificial.
El Sistema Tres tenía una excelente capacidad para generar gráficos en color para mostrarlos en la pantalla o transmitirlos por televisión. Muchos clientes utilizaron la capacidad de gráficos para aplicaciones que iban desde la visualización gráfica de la estructura de las proteínas hasta la visualización de mapas meteorológicos en programas de televisión. En España el Sistema Tres, con la programa de presentación Slidemaster de Cromemco, fue utilizado para mostrar el diseño arquitectónico de interiores.

## Legado

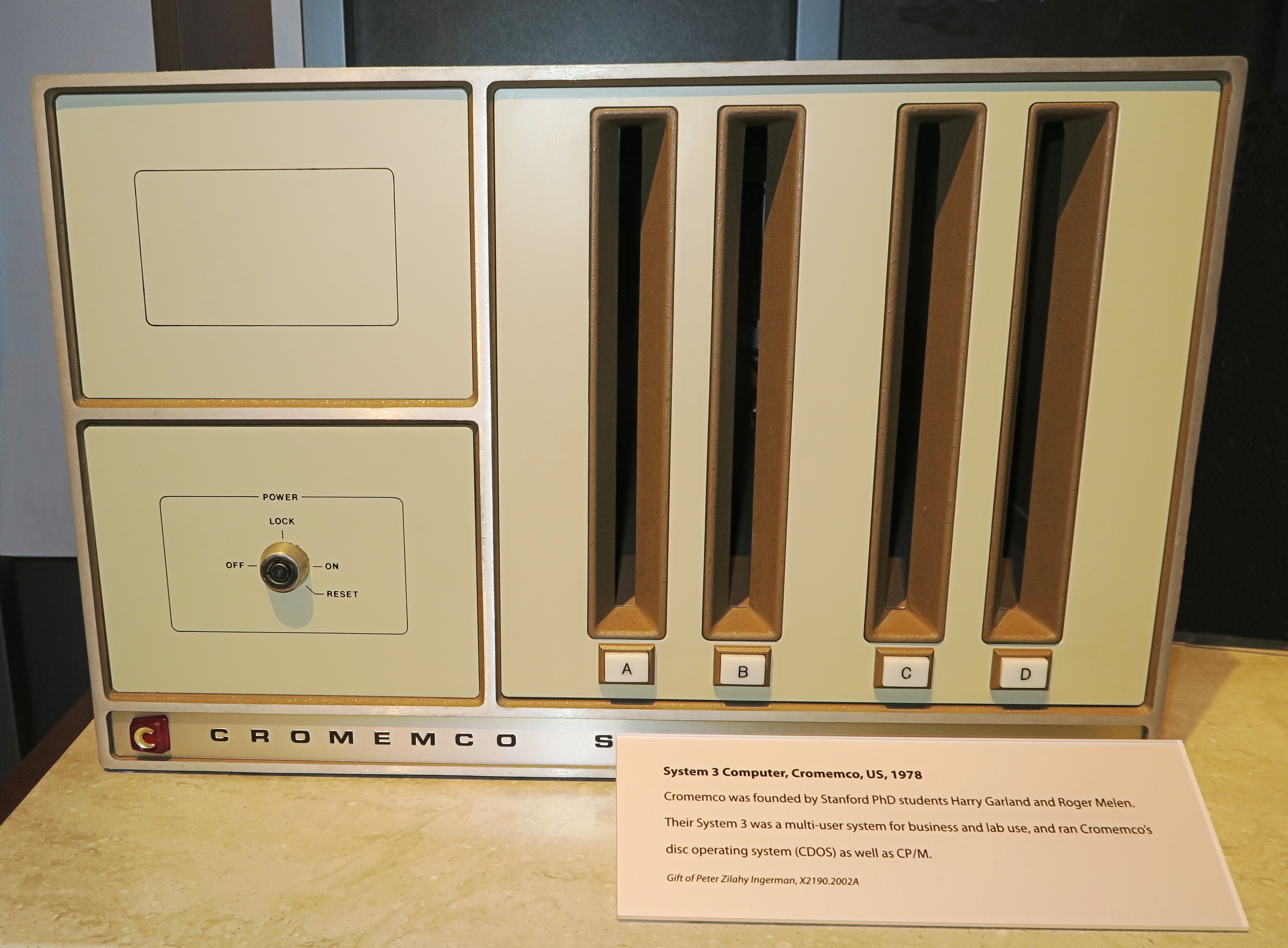
El Sistema Tres de Cromemco exhibido en el Computer History Museum en Silicon Valley

El Sistema Tres de Cromemco fue el primer microcomputador diseñado con discos flexibles internos, el primer microcomputador multiusuario, y el primer microcomputador diseñado específicamente para ser usado en oficinas. En la Universidad Stanford el Sistema Tres está en exhibición en el Gates Computer Science Building y también está  exhibido en museos de computación en todo el mundo.